# Martin Jungbloot
Martin Jungbloot (født 10. december 1983) er en dansk tidligere professionel fodboldspiller. Han har spillet på Ikast FS' Danmarksseriehold, og på den baggrund har han haft en række kampe hos FC Midtjylland på 2. divisionsholdet og på SAS-ligaholdet. I december 2006 skrev Jungbloot kontrakt med FC Midtjylland frem til 2008.
Jungbloot har kælenavnet "elgen" blandt andet pga. hans såkaldte elg-dans, når han scorer.